# 韋塞
8°29′N 2°26′E / 8.483°N 2.433°E
韋塞（法語：Ouèssè）是貝寧的城鎮，位於該國中南部，由丘陵省負責管轄，面積3,200平方公里，海拔高度230米，2013年該城鎮人口142,017，人口密度每平方公里44人。